# Містковичі
Мі́стковичі — село в Україні, у Самбірському районі Львівської області.
Розташоване за 19 км на північний схід від міста Самбір, за 14 км від залізничної станції Калинів.
Поблизу села протікає річка Болозівка, притока Стривігора.

## Назва
Назва села походить, ймовірно, від великої кількості містків, що були прокладені через потічки, які протікали селом, впадаючи у Болозівку.

## Історія
Перша згадка про Містковичі сягає 1410 року.
Перші поселенці — шість сімей — прийшли невідомо звідки, вони були вільними людьми і не відробляли панщини. Вони поселились на правому березі болотистої річки Болозівка. З заходу простягався ліс, із якого витікав потічок і який впадав в річку Болозівка. Зі сходу та півдня простягались пасовиська та родючі поля. Село розросталось і розбудовувалось в сторону лісу.
На час скасування панщини в 1854 році у Містковичах вже було з дев'яносто господарств.
За час війни 1914-1915-х років на теренах села Містковичі та села Бірчиці велись запеклі бої близько п'яти місяців.
В 1914 році було організовано Січових Стрільців, куди добровільно пішли служити місцеві хлопці.
У 1918 році було створено ЗУНР та УГА, куди теж ще пішли служити містковицькі хлопці.
Після 1936 року життя селян помітно покращилось: господарі почали розводити племінну худобу, вирощувати найкращі сорти зернових, картоплі.
У 1941 році розпочалася війна з Німеччиною. На фронт пішли близько 40 людей.
У 1944 році у Містковичах була відкрита семикласна школа.
У 1962 році побудували нову школу на дев'ять класів.
У 1970 році було розпочато газифікацію села.
21 листопада 2008 р. у м. Львові на Личаківському кладовищі відкрили меморіальний комплекс воїнів УПА, де відбулось урочисте перепоховання останків невідомого воїна УПА з с. Містковичі (псевдо — Гордий, сотник).

## Сьогодення
Станом на 2010 рік у Містковичах проживає 326 осіб.
8 серпня 2010 року Містковичі відзначали 600-річчя села. Цей день запам'ятається надовго не лише жителям, але й гостям, яких прибуло дуже багато, причому цілими сім'ями. Відтак свято перетворилося на родинне.